# توماس بانج
توماس بانج (بالصينية: 彭長緯) هو قاضي صلح ‏ وسياسي صيني، ولد في 1953. حزبياً، نشط في Democratic Alliance for the Betterment and Progress of Hong Kong ‏. وقد انتخب عضو في اللجنة الوطنية لجمهورية الصين الشعبية خلال فترته النيابية ‏.